# Get out alive with Bear Grylls
A salvo con Bear Grylls en Hispanoamérica - Al borde de la muerte con Bear Grylls en España (título en inglés Get out alive with Bear Grylls) fue un reality show estadounidense producido y transmitido por NBC, y transmitido internacionalmente por Discovery Channel, además cuenta con la conducción de Bear Grylls. Fue emitido por primera vez el 5 de diciembre de 2013. 20 participantes (formados en parejas) inicialmente entraron a la producción, quedando aislados en Isla Sur, Nueva Zelanda. La premisa del concurso consiste en que los participantes competirán en parejas cada semana para no ser eliminados, las parejas se van eliminando semana a semana por medio del animador; Bear Grylls.
A lo largo de todo el trayecto, Grylls uno de los más consumados expertos en supervivencia y aventura del mundo evaluará al grupo completo, ya sea desde un punto de observación privilegiado o al tiempo que viaja con ellos. Si la situación lo requiere, intervendrá, pero esencialmente, las parejas deberán trabajar juntas para superar el clima, la fatiga y la dureza del terreno. Al final de cada etapa, Grylls estará obligado a tomar difíciles y emotivas decisiones para decidir quién tendrá que abandonar la expedición.

## Formato
Bear Grylls lidera este viaje de supervivencia extrema que pone a prueba a 10 equipos compuestos por dos personas, en una aventura a través del implacable y dramático paisaje del sur de Nueva Zelanda. Su misión será triple: sobrevivir en un ambiente salvaje, viajar en grupo y evitar la eliminación. Cada semana, Bear Grylls enviará a casa a un equipo. Y finalmente, tan sólo una pareja permanecerá en la competición: el equipo que Bear Grylls considere que tiene más corazón, coraje, iniciativa y logre “salir con vida” del reto. Ese equipo podrá entonces reclamar un increíble premio de $500 000.

### Equipo del programa
- Presentador: Bear Grylls decide quien es el eliminado de la semana.

## Participantes
| Participante           | Edad | Residencia | Relación   | Resultado Final                                  |
| ---------------------- | ---- | ---------- | ---------- | ------------------------------------------------ |
| Andrew "Lucky" Larson  | 58   | Illinois   | Padre/Hija | Ganadores de Get out alive with Bear Grylls      |
| Andrea "Louise" Larson | 24   | Illinois   | Padre/Hija | Ganadores de Get out alive with Bear Grylls      |
| Austin Vach            | 24   | Washington | Padre/Hijo | Semifinalistas de Get out alive with Bear Grylls |
| Jim Vach               | 61   | Washington | Padre/Hijo | Semifinalistas de Get out alive with Bear Grylls |
| Chris Winter           | 28   | Texas      | Amigos     | Semifinalistas de Get out alive with Bear Grylls |
| Jeff Powell            | 29   | Texas      | Amigos     | Semifinalistas de Get out alive with Bear Grylls |
| Ryan Gwin              | 24   | Alabama    | Novios     | 7°Eliminados de Get out alive with Bear Grylls   |
| Madeline Mitchell      | 24   | Alabama    | Novios     | 7°Eliminados de Get out alive with Bear Grylls   |
| Royce Wadsworth        | 25   | California | Amigos     | 6°Eliminados de Get out alive with Bear Grylls   |
| Kyle Krieger           | 29   | California | Amigos     | 6°Eliminados de Get out alive with Bear Grylls   |
| Wilson Sheppard        | 40   | California | Esposos    | 5°Eliminados de Get out alive with Bear Grylls   |
| Robin Sheppard         | 36   | California | Esposos    | 5°Eliminados de Get out alive with Bear Grylls   |
| Donna Nettles Jackson  | 51   | Alabama    | Madre/Hija | 4°Eliminadas de Get out alive with Bear Grylls   |
| Canden Bliss Jackson   | 23   | California | Madre/Hija | 4°Eliminadas de Get out alive with Bear Grylls   |
| Alicia Berkwitt        | 28   | California | Novios     | 3°Eliminados de Get out alive with Bear Grylls   |
| Spencer Hill           | 35   | California | Novios     | 3°Eliminados de Get out alive with Bear Grylls   |
| Esmeralda Depierro     | 25   | Florida    | Esposos    | 2°Eliminados de Get out alive with Bear Grylls   |
| Dominic Depierro       | 26   | Florida    | Esposos    | 2°Eliminados de Get out alive with Bear Grylls   |
| Vanessa Vázquez        | 23   | Illinois   | Amigas     | 1°Eliminadas de Get out alive with Bear Grylls   |
| Erica Franklin         | 24   | Illinois   | Amigas     | 1°Eliminadas de Get out alive with Bear Grylls   |

## Objetivos
Cada semana las parejas se organizan en equipos, cada uno con un objetivo ya sea; obstáculos, refugio, fuego y comida. La formación de los equipos es al azar, para de finir esto tienen que elegir una serie de cuchillos que están enterrado a un tronco, el cual al sacarlos en el cuchillos dice a que equipo pertenece. Los equipos son los siguientes;

### Equipo Refugio
Los integrantes de este equipo tienen que buscar y hacer refugio para ellos y el resto del grupo.

### Equipo Obstáculo
Los integrantes de este equipo tienen que guiar y cuidar al resto del grupo en el camino hasta llegar al punto de llegada.

### Equipo Comida
Los integrantes de este equipo tienen que buscar y preparar comida para ellos y para el resto del grupo.

### Equipo Fuego
Los integrantes de este equipo tienen que buscar los materiales necesarios para preparar fuego para ellos y el resto del grupo.
- En la tabla a continuación se presenta a que equipo pertenece cada pareja semanalmente:

| Semana | Equipo Refugio      | Equipo Obstáculo | Equipo Comida   | Equipo Fuego     |
| ------ | ------------------- | ---------------- | --------------- | ---------------- |
| 1      | Ryan / Madeline     | Austin / Jim     | Chris / Jeff    | Canden / Donna   |
| 1      | Esmeralda / Dominic | Wilson / Robin   | Vanessa / Erica | Royce / Kyle     |
| 1      | Andrew / Andrea     | Alicia / Spencer |                 |                  |
| 2      | Esmeralda / Dominic | Chris / Jeff     | Royce / Kyle    | Wilson / Robin   |
| 2      | Austin / Jim        | Andrew / Andrea  | Ryan / Madeline | Canden / Donna   |
| 2      | Alicia / Spencer    |                  |                 |                  |
| 3      | Andrew / Andrea     | Ryan / Madeline  | Royce / Kyle    | Canden / Donna   |
| 3      | Austin / Jim        | Wilson / Robin   | Chris / Jeff    | Alicia / Spencer |
| 4      | Austin / Jim        | Ryan / Madeline  | Canden / Donna  | Andrew / Andrea  |
| 4      | Wilson / Robin      | Royce / Kyle     |                 | Chris / Jeff     |
| 5      | Wilson / Robin      | Andrew / Andrea  | Ryan / Madeline | Austin / Jim     |
| 5      |                     | Chris / Jeff     | Royce / Kyle    |                  |
| 6      | Ryan / Madeline     | Andrew / Andrea  | Chris / Jeff    | Austin / Jim     |
| 6      |                     | Royce / Kyle     |                 |                  |
| 7      | Chris / Jeff        | Austin / Jim     | Andrew / Andrea | Ryan / Madeline  |
| 8      | Chris / Jeff        | Chris / Jeff     | Chris / Jeff    | Chris / Jeff     |
| 8      | Austin / Jim        |                  |                 |                  |
| 8      | Andrew / Andrea     |                  |                 |                  |

## Estadísticas Semanales
| Participante        | Semana     | Semana     | Semana     | Semana     | Semana     | Semana     | Semana     | Semana    | Semana         |
| Participante        | 1          | 2          | 3          | 4          | 5          | 6          | 7          | 8         | 8              |
| ------------------- | ---------- | ---------- | ---------- | ---------- | ---------- | ---------- | ---------- | --------- | -------------- |
| Andrew / Andrea     | Salvados   | Salvados   | Salvados   | Salvados   | Disfrutan  | Salvados   | Inmunes    | Disfrutan | Ganadores      |
| Austin / Jim        | Inmunes    | Salvados   | Salvados   | Inmunes    | Salvados   | Inmunes    | Salvados   | Disfrutan | Semifinalistas |
| Chris / Jeff        | Salvados   | Salvados   | Inmunes    | Salvados   | Salvados   | Salvados   | Salvados   | Disfrutan | Semifinalistas |
| Ryan / Madeline     | Salvados   | Inmunes    | Salvados   | Salvados   | Salvados   | Salvados   | Eliminados |           |                |
| Royce / Kyle        | Salvados   | Salvados   | Salvados   | Salvados   | Inmunes    | Eliminados |            |           |                |
| Wilson / Robin      | Salvados   | Salvados   | Salvados   | Salvados   | Eliminados |            |            |           |                |
| Canden / Donna      | Salvadas   | Salvadas   | Salvadas   | Eliminadas |            |            |            |           |                |
| Alicia / Spencer    | Salvados   | Salvados   | Eliminados |            |            |            |            |           |                |
| Esmeralda / Dominic | Salvados   | Eliminados |            |            |            |            |            |           |                |
| Vanessa / Erica     | Eliminadas |            |            |            |            |            |            |           |                |

Simbología
     Pareja ganadora por elección de Bear grylls.
     La pareja llega a la final pero no gana.
     La pareja es salvada y sigue en competencia.
     La pareja obtiene la Inmunidad y disfrutan del "Rincón del Deleite".
     La pareja pierde la Inmunidad, pero son invitados a disfrutar del "Rincón del Deleite".
     La pareja es eliminada de la competencia.

## Resumen
| Episodio | Fecha                   | Título                         | Pareja Inmune   | Parejas Eliminada   | Parejas Eliminada   |
| -------- | ----------------------- | ------------------------------ | --------------- | ------------------- | ------------------- |
| 1        | 5 de diciembre de 2013  | La naturaleza enseña           | Austin / Jim    | Vanessa / Erica     | Vanessa / Erica     |
| 2        | 12 de diciembre de 2013 | Al borde de la muerte          | Ryan / Madeline | Esmeralda / Dominic | Esmeralda / Dominic |
| 3        | 19 de diciembre de 2013 | Abandonados                    | Chris / Jeff    | Alicia / Spencer    | Alicia / Spencer    |
| 4        | 26 de diciembre de 2013 | Las montañas los harán Fuertes | Austin / Jim    | Canden / Donna      | Canden / Donna      |
| 5        | 2 de enero de 2014      | ¡No miren para abajo!          | Royce / Kyle    | Wilson / Robin      | Wilson / Robin      |
| 6        | 9 de enero de 2014      | Los fuertes no se rinden       | Austin / Jim    | Royce / Kyle        | Royce / Kyle        |
| 7        | 16 de enero de 2014     | Planeta de hielo               | Andrew / Andrea | Ryan / Madeline     | Ryan / Madeline     |
| Episodio | Fecha                   | Título                         | Pareja Ganadora | Parejas Finalistas  | Parejas Finalistas  |
| 8        | 23 de enero de 2014     | El valor de la gloria          | Andrew / Andrea | Austin / Jim        | Chris / Jeff        |

## Estrenos
| País           | Canal             | Fecha                   |
| -------------- | ----------------- | ----------------------- |
| Estados Unidos | NBC               | 5 de diciembre de 2013  |
| España         | Discovery MAX     | 21 de diciembre de 2013 |
| México         | Discovery Channel | 26 de diciembre de 2013 |
| Latinoamérica  | Discovery Channel | 2 de enero de 2014      |